# Shi Tingmao
Shi Tingmao (en chino: 施廷懋; Yuzhong, 31 de agosto de 1991) es una deportista china que compite en saltos de trampolín.
Participó en dos Juegos Olímpicos de Verano, obteniendo en total cuatro medallas de oro, dos en Río de Janeiro 2016, en las pruebas individual y sincronizada (junto con Wu Minxia), y dos en Tokio 2020, en las prueba individual y sincronizada (con Wang Han).
Ganó nueve medallas en el Campeonato Mundial de Natación entre los años 2011 y 2019. En los Juegos Asiáticos consiguió seis medallas entre los años 2010 y 2018.

## Palmarés internacional
| Juegos Olímpicos   | Juegos Olímpicos        | Juegos Olímpicos | Juegos Olímpicos     |
| Año                | Lugar                   | Medalla          | Prueba               |
| ------------------ | ----------------------- | ---------------- | -------------------- |
| 2016               | Río de Janeiro (Brasil) | Medalla de oro   | Trampolín 3 m        |
| 2016               | Río de Janeiro (Brasil) | Medalla de oro   | Trampolín 3 m sincro |
| 2020               | Tokio (Japón)           | Medalla de oro   | Trampolín 3 m        |
| 2020               | Tokio (Japón)           | Medalla de oro   | Trampolín 3 m sincro |
| Campeonato Mundial |                         |                  |                      |
| Año                | Lugar                   | Medalla          | Prueba               |
| 2011               | Shanghái (China)        | Medalla de oro   | Trampolín 1 m        |
| 2013               | Barcelona (España)      | Medalla de oro   | Trampolín 3 m sincro |
| 2015               | Kazán (Rusia)           | Medalla de oro   | Trampolín 3 m        |
| 2015               | Kazán (Rusia)           | Medalla de oro   | Trampolín 3 m sincro |
| 2015               | Kazán (Rusia)           | Medalla de plata | Trampolín 1 m        |
| 2017               | Budapest (Hungría)      | Medalla de oro   | Trampolín 3 m        |
| 2017               | Budapest (Hungría)      | Medalla de oro   | Trampolín 3 m sincro |
| 2019               | Gwangju (Corea del Sur) | Medalla de oro   | Trampolín 3 m        |
| 2019               | Gwangju (Corea del Sur) | Medalla de oro   | Trampolín 3 m sincro |
| Juegos Asiáticos   |                         |                  |                      |
| Año                | Lugar                   | Medalla          | Prueba               |
| 2010               | Cantón (China)          | Medalla de oro   | Trampolín 3 m sincro |
| 2010               | Cantón (China)          | Medalla de plata | Trampolín 3 m        |
| 2014               | Incheon (Corea del Sur) | Medalla de oro   | Trampolín 1 m        |
| 2014               | Incheon (Corea del Sur) | Medalla de oro   | Trampolín 3 m sincro |
| 2018               | Yakarta (Indonesia)     | Medalla de oro   | Trampolín 3 m        |
| 2018               | Yakarta (Indonesia)     | Medalla de oro   | Trampolín 3 m sincro |